# Musée de Skagen
Pour les articles homonymes, voir Skagen (homonymie).
Le Musée de Skagen est un musée d'art situé à Skagen, Danemark, qui présente une grande collection d'œuvres des peintres de Skagen qui séjournèrent et travaillèrent dans cette ville à la fin du XIXe siècle et au début du XXe siècle. En particulier sont exposées les œuvres de Marie et P. S. Krøyer, d'Anna et Michael Ancher, de Laurits Tuxen, de Viggo Johansen ou d'Holger Drachmann. Le musée présente également des expositions temporaires. Le bâtiment héberge aussi un café situé dans la Maison de Jardin, un vieux bâtiment autrefois la maison et l'atelier d'Anna et Michael Ancher.

## Histoire

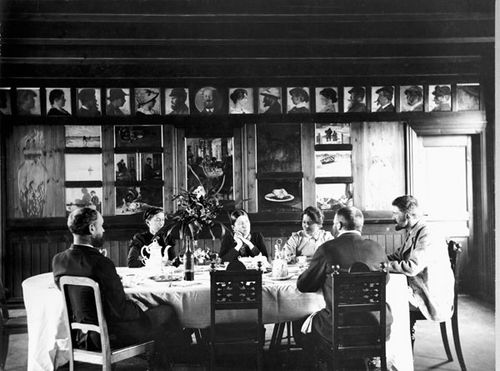
La salle à manger

Le musée de Skagen est créé le 20 octobre 1908 dans salle à manger de l’Hôtel Brøndums. Les fondateurs sont entre autres les artistes Michael Ancher, P.S. Krøyer et Laurits Tuxen, qui furent élus pour former le premier conseil d'administration avec Victor Christian Klæbel, le pharmacien local, et avec Degn Brøndum, propriétaire de l'hôtel Brøndums Hôtel et frère d'Anna Ancher. L'idée était de recueillir des œuvres des peintres de Skagen et de lever des fonds pour la construction d'un bâtiment pour les exposer. Il a également été décidé que la salle à manger serait transférée dans le nouveau musée quand il aurait été construit.
La première exposition a lieu dans l’école. Après la mort de P.S. Krøyer en 1909 sa maison dans la Plantation de Skagen est utilisée comme lieu temporaire pour le musée.

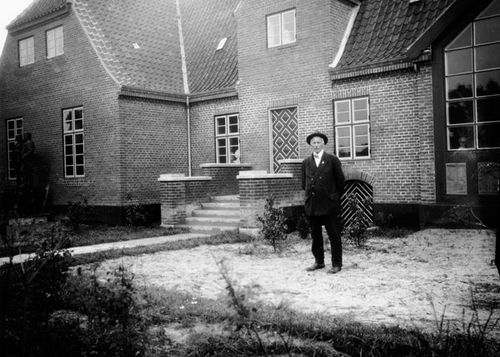
Ulrik Plesner devant le musée de Skagens Museum en 1928-1929

En 1919, Degn Brøndum donne l'ancien jardin de son hôtel pour la construction du musée. L'architecte Ulrik Plesner est chargé de la conception. Il était un membre actif de la communauté artistique de Skage et avait déjà conçu un certain nombre de bâtiments dans la ville. Le bâtiment a été financé par des donations privées et par des fondations, avec Degn Brøndum, Laurits Tuxen et la Fondation Carlsberg comme principaux donateurs. La construction commence en 1926 et le nouveau musée est officiellement ouvert le 22 septembre 1928.
En 1982 les salles d'exposition sont agrandies avec une annexe conçue par l'Arpenteur royal, l'architecte Jacob Blegvad. Blegvad planifie également l'extension suivante qui est inaugurée en 1989.
En 1997 l'administration du musée déménage dans l'École Technique.

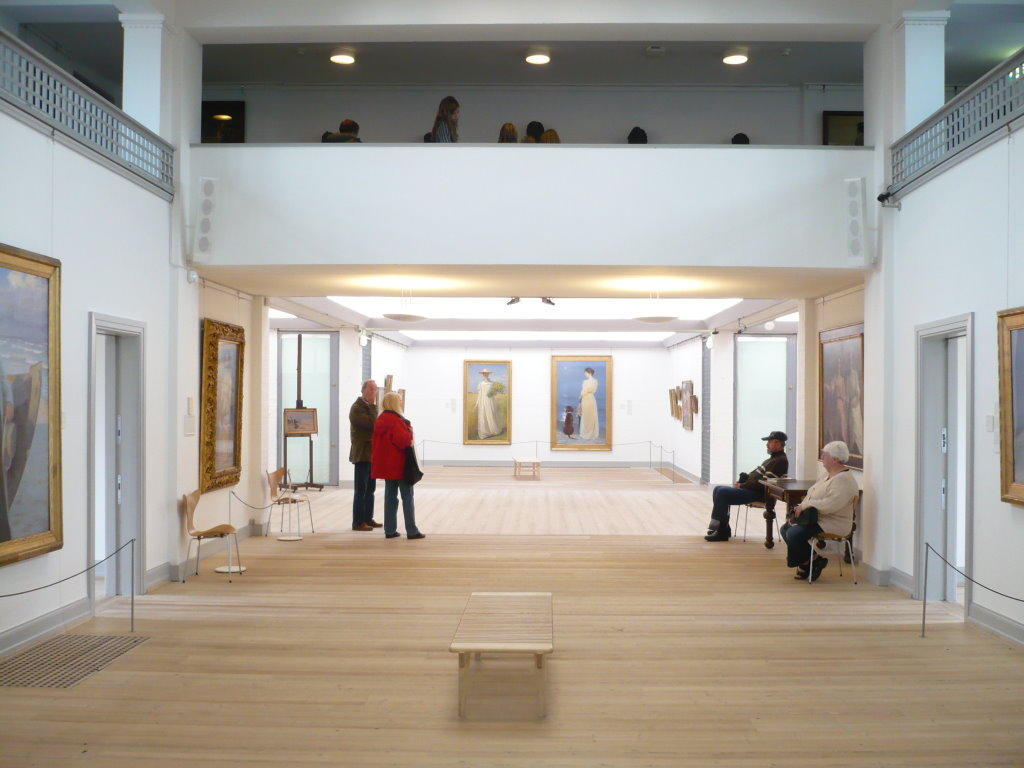
Une des galeries

## Collections et expositions temporaires
Le musée contient plus de 1 800 œuvres. Tous les membres importants des peintres de Skagen sont représentés, en particulier Marie et Peder S. Krøyer, Anna et Michael Ancher, Laurits Tuxen, Viggo Johansen et Holger Drachmann.
Le musée accueille également des expositions temporaires.

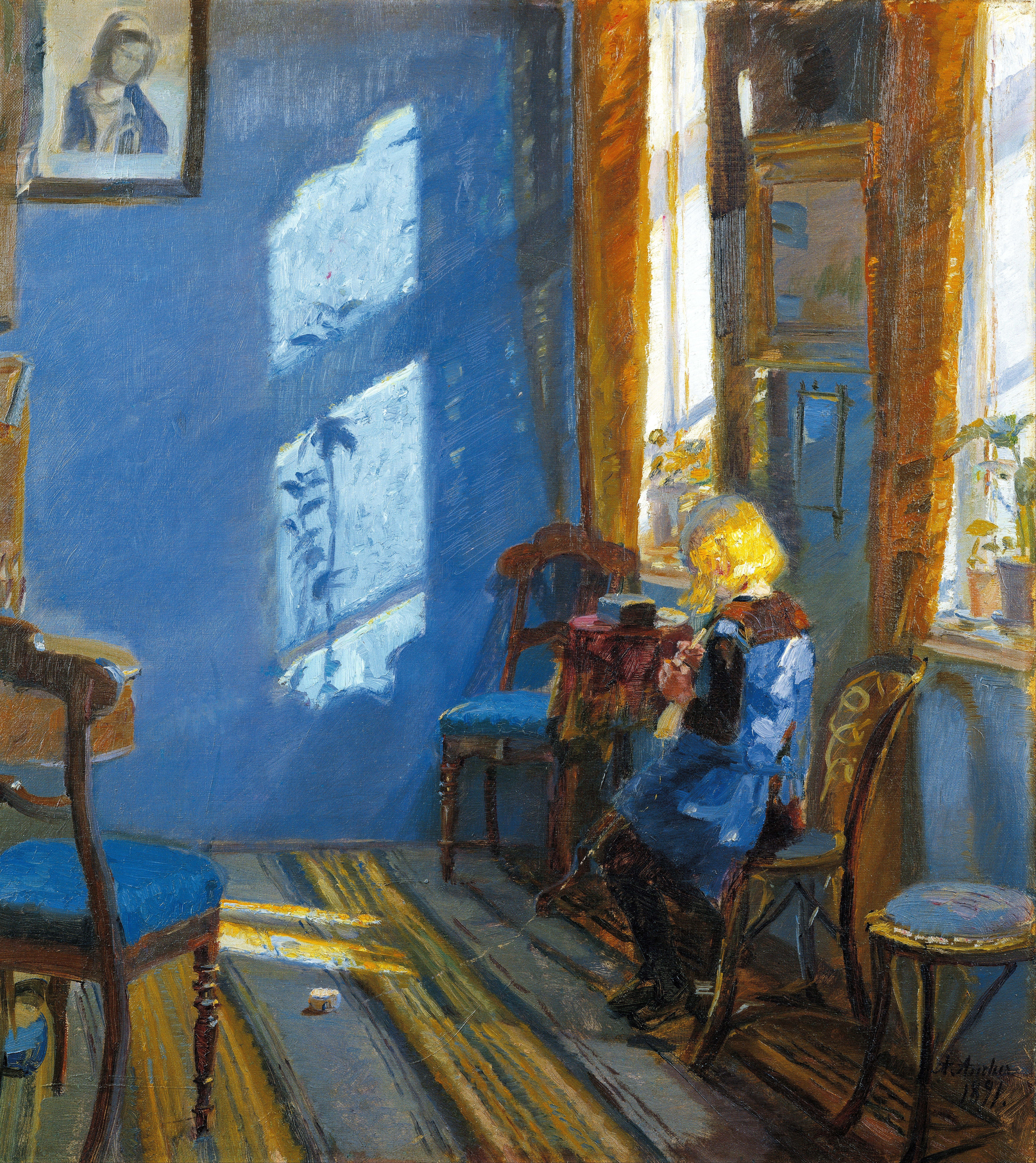
Rayon de soleil dans la pièce bleue, par Anna Ancher, en 1891.
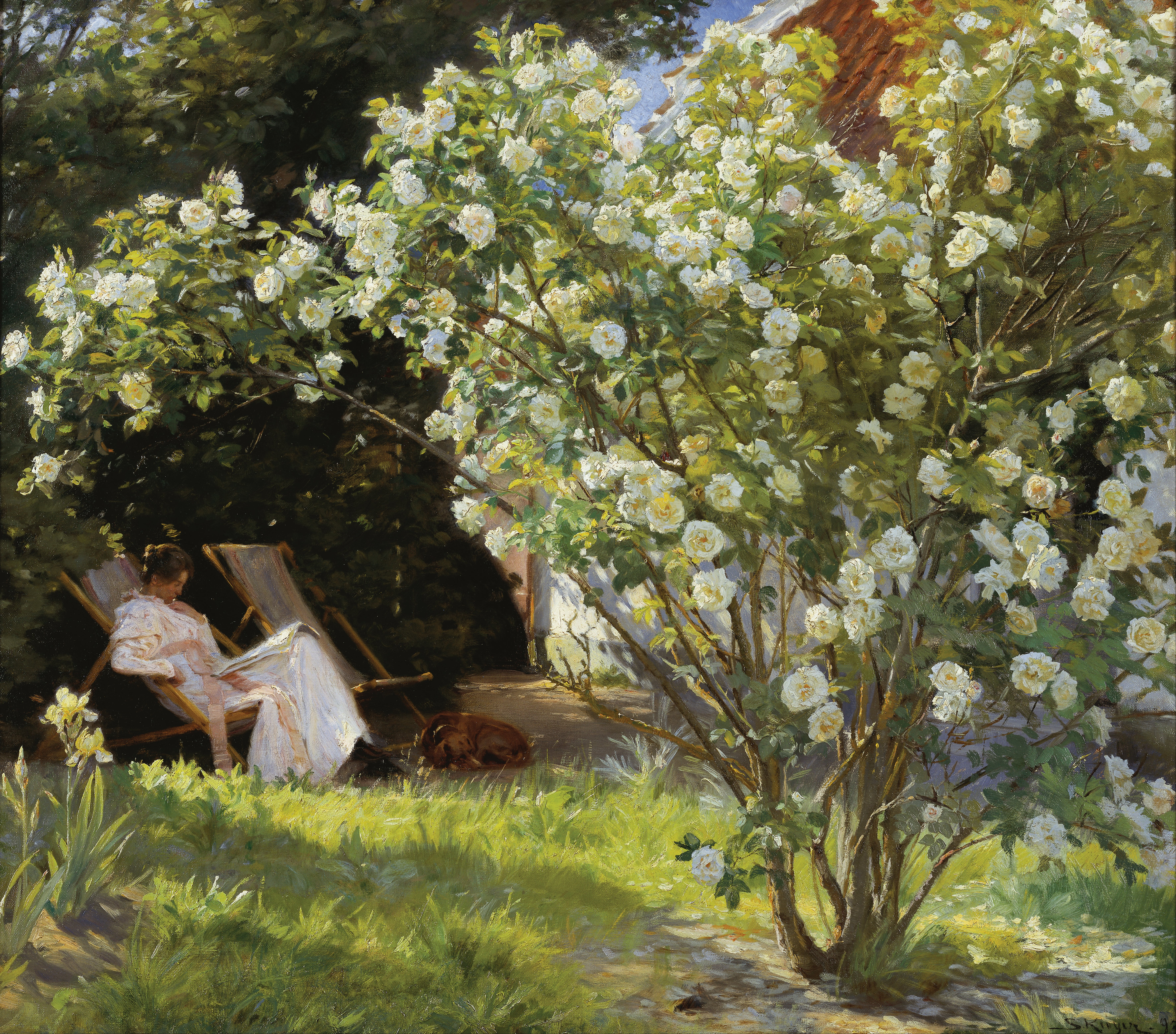
Roses, par Peder Severin Krøyer, en 1893.
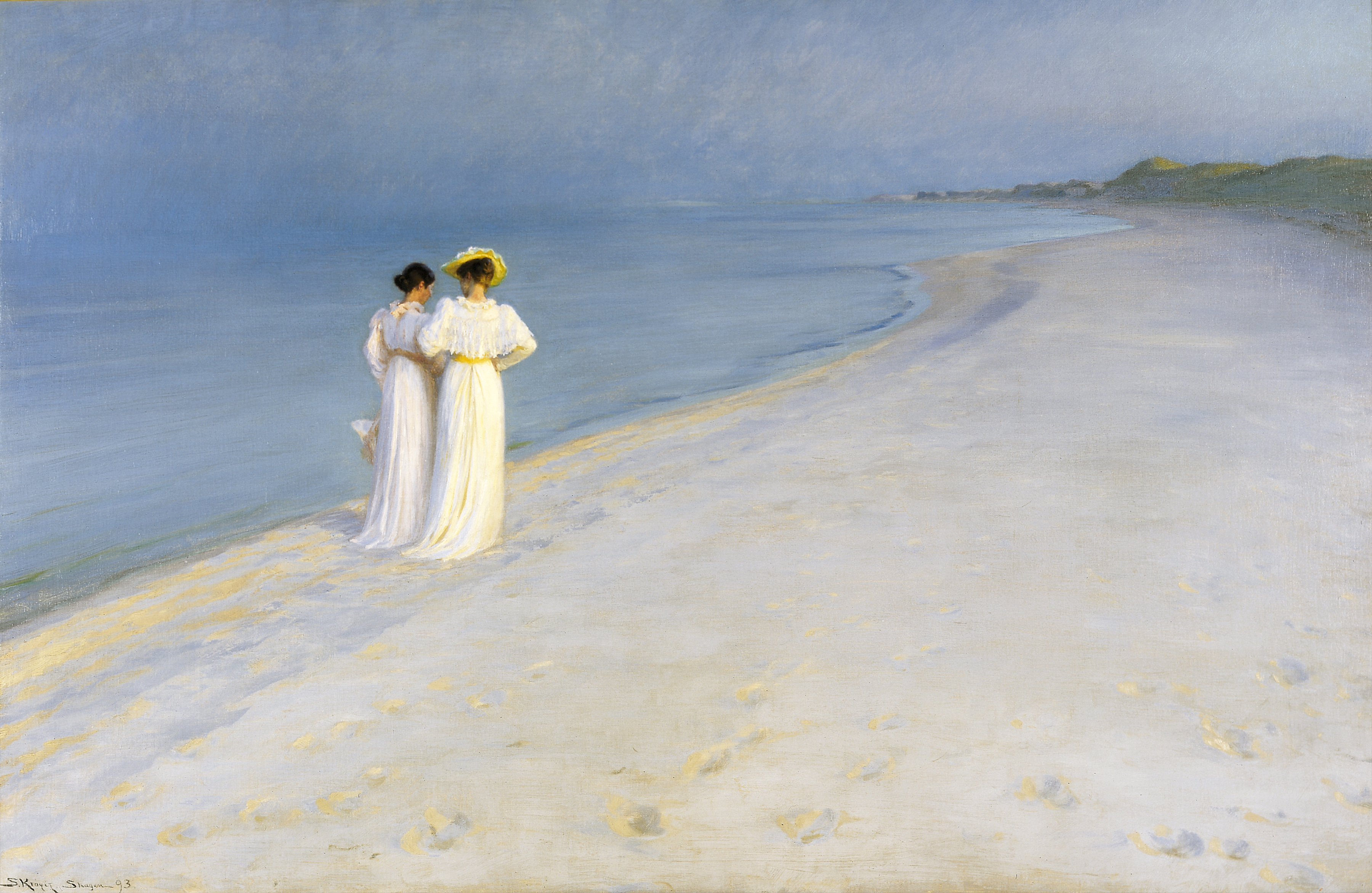
Soirée d'été sur la plage de Skagen, par Peder Severin Krøyer, en 1893.

## Salle à manger de l'Hôtel Brøndum

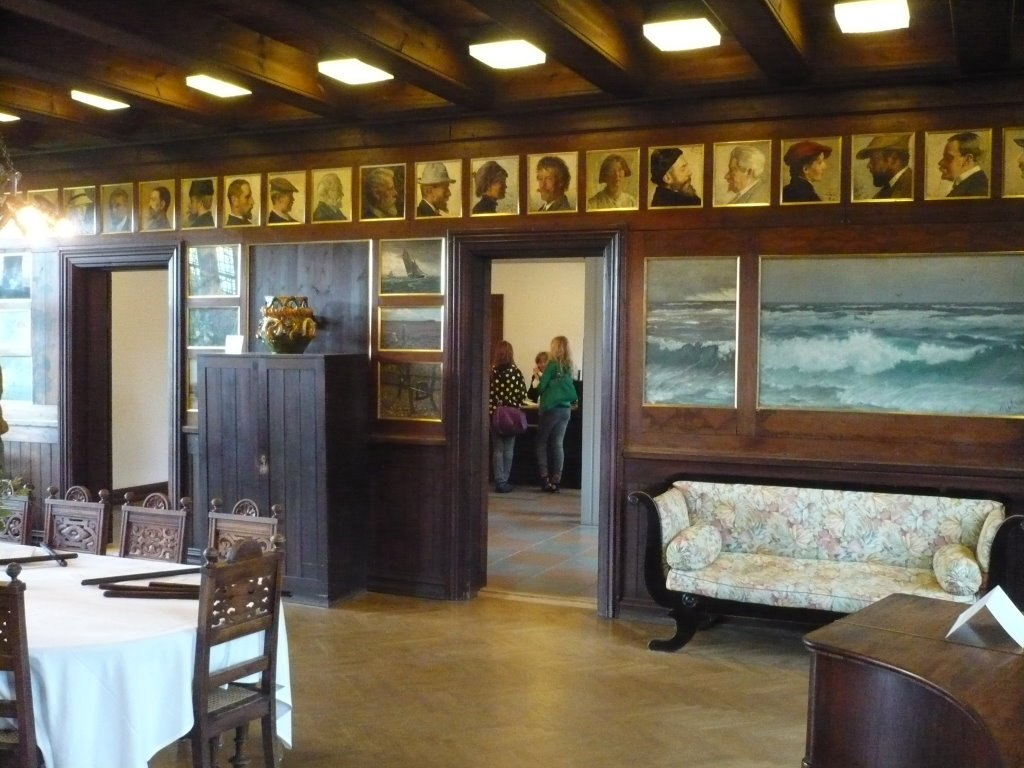
Salle à manger de l'Hôtel Brøndum de nos jours

La salle à manger de l'Hôtel Brøndums a été conçue par Ulrik Plesner et Thorvald Bindesbøll lors du premier agrandissement de l'hôtel en 1892. À l’instigation de P. S. Krøyer, il a été décidé d'intégrer la collection d'art de Degn Brøndum dans sa décoration. Au fil des années, c'est devenu une habitude pour les artistes invités de donner des portraits des uns des autres au propriétaire de l'hôtel qui les exposait sur une frise juste sous le plafond. La salle à manger comprend également des meubles que Maria krøyer a conçu pour elle en 1898.
Actuellement la salle à manger est également utilisée pour des cérémonies de mariage.

## Jardin et Maison de Jardin
Les jardins exposent quelques sculptures du musée.
La Maison de Jardin est l'un des plus vieux bâtiments de Skagen et a reçu son nom quand elle a été incorporée au jardin de l'hôtel. En 1853 elle a été utilisée comme un lazaret pour le choléra.
En 1880, après leur mariage, Michael et Anna Ancher habitent le bâtiment. Ils utilisent la partie est comme atelier avec une nouvelle grande fenêtre, toujours présente sur le pignon, apportant de la lumière naturelle. Leur fille Helga Ancher est née dans la maison en 1883. L'année suivante la famille emménage dans une nouvelle maison sur Markvej, maintenant connue sous le nom de Maison de Michael et Anna Ancher, mais Michael Ancher continua à utiliser la Maison de Jardin comme studio. Elle servira ensuite comme résidence d'été pour les artistes.
Après que la famille Brøndum a donné la Maison de Jardin au Musée de Skagen en 1919, la maison accueillit plusieurs expositions ainsi que des salles commémoratives dédiées à P. S. Krøer et Holger Drachman. De 1989 à 1997, la maison sert de locaux administratifs. Depuis 2009 c'est un café.

## Projet d'art numérique
Plusieurs des peintures du musée ont été numérisées dans le cadre du Google Art Project. En août 2013, 105 œuvres sont accessibles en ligne.